# Lluís Causarás Tarazona
Lluís Causarás i Tarazona (València, 24 de juliol de 1902 - Madrid, 12 de maig de 1985) fou un escultor i pintor valencià.

## Biografia
Nascut al carrer Beneyto i Coll de la ciutat de València, fill de Ricard Causaràs i Casaña (1875-1953) i d'Antònia Tarazona i Serra (1877-1961). L'any 1916 es traslladà amb la seva família a la ciutat de Barcelona, al carrer Aglà, 3 i inicià els seus estudis artístics a l'Escola d'Arts i Oficis Artístics i Belles Arts de Barcelona, on fou deixeble entre d'altres de Josep Mongrell i Torrent, Vicenç Navarro i Romero, Antoni Alsina i Amils, Antoni Gorera, Manuel Mena i José Calvo. El 30 de setembre de 1923 obtingué el certificat d'aptitud en l'especialitat d'escultura. Obtingué diversos premis, entre els quals viatges d'estudis per Espanya (21 de novembre de 1925), per Itàlia (1928) i per Europa (1931). El 17 de juny de 1936 l'Escola Superior de Pintura, Escultura i Gravat de València li va concedir el títol de Professor de Dibuix. L'any 1940 fou nomenat ajudant meritori d'escultura de l'Escola d'Arts i Oficis Artístics i Belles Arts de Barcelona i obtingué el títol de professor d'entrada de dibuix artístic. El 1951, fou nomenat professor de terme interí de dibuix artístic, de l'Escola d'Arts i Oficis Artístics Casa Llotja de Barcelona.
Entre 1940 i 1947 treballà com escultor marmolista al taller de les pompes funebres del Cementeri de Les Corts de Barcelona, fent nombroses làpides de marbre i pedra i les escultures de marbre blanc a mida natural com L'enterrador i La vida i la mort. Com a escultor creatiu també treballà en l'empresa d'art religiós Rius-Massagué, S.L. de l'escultor imatger Claudi Rius Garrich (1941-1973), amb el decorador i escultor imatger Josep Espelta Graciot (1947-1973), amb l'empresa d'art religiós El Arte Sacro de Barcelona i de La Selva del Camp (Tarragona) de l'escultor imatger Jaume Satorras Capell (1953-1963), i amb l'empresa el Arte Sacro Castellanas, de l'escultor imatger Santiago Castellanas (1963-1973).
El 25 de setembre de 1937 es va casar amb la cantant lírica de Xeresa, Filomena Castelló Lloret (1905-1979), amb qui va tenir dos fills Amparo (1939) i José Luís (1944).

## Obres
- Bust de Vicent Blasco Ibáñez (1928) de bronze fos, exposat a l'Exposició Universal de Barcelona de 1929 i a l'Exposició de Belles Arts de la Casa València de Barcelona.
- Bust de guix pintat Cabeza de niña (1930), exposat a les Galeries Laietanes.
- Estàtua La Pau (1931), considerada representativa de la República catalana i de la Segona República espanyola; del bust de bronze Trallero, que presentà a l'Exposició Internacional del Saló de Belles Arts del Grand Palais des Beaux-Arts de París (1933)

- Escultura Amor negre (1933), exposat a la Exposición de Primavera. Saló de Barcelona (1933).
- Estàtua Nueva Aurora (1934).
- Escultura Alegoria naval (1935).
- Nova imatge de terracota de Sant Antoni de Pádua (1940), Patrò del Municipi de Xeresa. Situat en la part central de la façana principal de l'Església Parroquial de Xeresa,
- Escultura de guix Neptuno niño (1944), exposada a l'Exposició Nacional de Belles Arts de Barcelona i adquirida per Carles Godó i Valls.
- Original de terracota i guix de la imatge sacre medieval de Nostra Senyora Maria de Valvanera de la Rioja (1953).
- Esbós original (modelat de terracota i guix) de les cinc imatges sacres del pas La Presa de Jesús, de la Confraria de Pescadors de Tarragona (1955-56).
- Esbós original (modelat de terracota i guix) de les cinc imatges i un gall sacres del pas La negació de Pere, per a la Confraria de Sant Pere Apòstol de Reus (1957)